# George Constantinescu
George (Gogu) Constantinescu (4. října 1881 – 11. prosince 1965) byl rumunský konstruktér zbraní, žijící v Anglii.
Byl autorem nejdokonalejšího systému synchronizace střelby palubních zbraní u stíhacích letadel. Jeho systém, poprvé aplikovaný v roce 1916 u britských stíhacích letadel Sopwith, hydraulicky přenášel otáčky vrtule na závěr kulometu a tím reguloval rychlost střelby, tak aby střela nemohla zasáhnout list vrtule, právě procházející trasou výstřelu zbraně - na rozdíl od konkurenčních systémů, které v okamžiku průchodu vrtulového listu přerušovaly palbu. Systém byl natolik zdařilý, že se s malými úpravami používal ještě u letounů v druhé světové válce.